# Nanaia Mahuta
Nanaia Cybelle Mahuta (Auckland, 21 agosto 1970) è una politica e antropologa neozelandese di etnia Maori, ministra degli Esteri e ministra del Governo locale nell'esecutivo laburista neozelandese di Jacinda Ardern.

## Biografia

### Istruzione
Nata ad Auckland nel 1970, ha studiato alla scuola Kura Kaupapa Rakaumanga della città di Huntly, sull'isola di Waikato, e poi alla Waikato Diocesan School for Girls di Hamilton. Ha ottenuto un diploma in sviluppo imprenditoriale dei Māori all'Università di Auckland, presso la quale ha inoltre lavorato in qualità di ricercatrice-archivista. Ha quindi conseguito una laurea magistrale in antropologia sociale.

### Carriera politica
Parlamentare dal 1996, è stata ministra delle Dogane, dello Sviluppo della gioventù, degli Enti locali e dell'Ambiente associato del Governo di Helen Clark dal 2005 al 2008. Dal 2017 ricopre il ruolo di ministra del Governo laburista con portafogli per il governo locale e lo sviluppo Māori (ha lasciato quest'ultima carica nel 2020). È stata inoltre nominata ministra degli Affari Esteri il 6 novembre 2020, diventando la prima donna a ricoprire tale ruolo nella storia della Nuova Zelanda.

### Vita privata
È figlia del politico Māori Robert Mahuta, a sua volta figlio adottivo del re Korokī Mahuta e fratello maggiore della regina Te Atairangikaahu. È inoltre imparentata con l'attuale monarca Māori, Kiingi Tuheitia. Il suo compagno è William Gannin Ormsby, suo cugino di primo grado.